# Петербридж, Алан
Дэвид Алан Петербридж (англ. David Alan Petherbridge; 10 сентября 1927, Суонси — 30 июля 2020) — британский дзюдоист, чемпион (1962), серебряный (1958) и бронзовый (1957) призёр чемпионатов, участник летних Олимпийских игр 1964 года в Токио. На Олимпиаде выступал в абсолютной весовой категории.

## Биография
Петербридж начал заниматься дзюдо после начала службы в британской армии в 1945 году. В 1956 году был включён в состав сборной Великобритании. В 1962 году, в возрасте 35 лет, стал чемпионом Европы и долгое время оставался самым старым спортсменом, добившимся этого успеха, пока Марк Хёйзинга (в 2008 году) и Ариэль Зеэви (в 2012 году) не превзошли это достижение.
На Олимпиаде британец на групповой стадии проиграл голландцу Антону Гесинку, японцу Акио Каминага и выбыл из борьбы за медали, заняв 8-е место в итоговом протоколе.
На следующий год он из-за травмы оставил большой спорт. После этого он стал спортивным функционером, тренировал сборные команды Уэльса и Великобритании. Вместе с дочерью руководил консалтинговой фирмой.
Был введён в Зал спортивной славы Уэльса. Член ордена Британской империи.